# آيك بارينهولتز
آيك بارينهولتز (بالإنجليزية: Ike Barinholtz)‏ (ولد: 18 فبراير 1977 في شيكاغو - )؛ هو ممثل وكاتب سيناريو أمريكي بدأ مسيرته الفنية عام 2002.

## الأعمال
- الفرقة الانتحارية
- جيران
- فامبيرز ساك
- قابل الإسبارطيين
- ذا ميندي بروجيكت
- ويدز
- فاميلي غاي

## وصلات خارجية
- آيك بارينهولتز على موقع IMDb (الإنجليزية)
- آيك بارينهولتز على موقع روتن توميتوز (الإنجليزية)
- آيك بارينهولتز على موقع ألو سيني (الفرنسية)
- آيك بارينهولتز على موقع ميوزك برينز (الإنجليزية)
- آيك بارينهولتز على موقع أول موفي (الإنجليزية)
- آيك بارينهولتز على موقع قاعدة بيانات الأفلام السويدية (السويدية)
- آيك بارينهولتز على موقع إن إن دي بي (الإنجليزية)
- آيك بارينهولتز على موقع قاعدة بيانات الفيلم (الإنجليزية)
- آيك بارينهولتز على موقع كينوبويسك (الروسية)